# Andrena strohmella
Andrena strohmella là một loài ong trong họ Andrenidae. Loài này được Illiger miêu tả khoa học đầu tiên năm 1806.